# Thierry III
Pour les articles homonymes, voir Thierry III et Thierry.
 (juin 2018).
Thierry III (ou Theuderic III), né vers 657, mort en 691, est le roi des Francs de Neustrie en 673 et de 675 à 679, puis roi de tous les Francs de 679 à 691.

## Biographie
Né vers 657, Thierry III est le dernier fils du roi Clovis II et de la reine Bathilde. Il succède à son frère Clotaire III en 673.
Son maire du palais, le bouillonnant Ébroïn, ne fait pas l'unanimité chez les Francs, et un complot éclate contre les deux hommes. Thierry et Ébroïn sont tonsurés et envoyés dans des monastères. Thierry est remplacé par son frère Childéric II, le roi d'Austrasie.
Deux ans plus tard, Childéric est assassiné par des nobles. Thierry est rappelé du monastère de Saint-Denis et proclamé roi des Francs à Saint-Cloud. C'est alors qu'Ébroïn sort de son monastère et revendique la mairie du palais de Neustrie. Il mène une armée contre le nouveau maire du palais, Leudesius. Celui-ci panique et s'enfuit avec le roi Thierry. Ébroïn s'empare alors du pouvoir puis assassine son rival. Il proclame ensuite roi d'Austrasie le jeune Clovis, qu'il prétend être le fils de feu Clotaire III. Voyant qu'il était très peu suivi, Ébroïn renonce à soutenir Clovis III et se contente du titre de maire du palais de Neustrie.
Thierry pardonne à son ancien conseiller et lui donne les pleins pouvoirs. En 678, Thierry convoque un concile d'évêques pour faire juger l'évêque Léger d'Autun qu'Ébroïn accuse du meurtre du roi Childéric II. Bien qu'il n'y ait aucune preuve contre lui, l'évêque est dégradé par ses collègues et condamné à mort par le roi.
En 679 après la mort de leur maire du palais Wulfoald, les Austrasiens, menés par Martin et Pépin de Herstal, se révoltent. Ébroïn et Thierry mobilisent leur armée et écrasent les Austrasiens à Lucofao. En 680, l'assassinat d'Ébroïn par Ermenfred remet en cause le pouvoir neustrien. Le chef des Austrasiens, Pépin de Herstal, en profite pour mettre en place, en Neustrie, un maire du palais ami : Waratton. À la mort de ce dernier, en 685, la mairie du palais échoit à son gendre Berchaire. Celui-ci rompt avec l'Austrasie, et redonne l'indépendance à la Neustrie. Mais Pépin de Herstal n'accepte pas cela et lance ses troupes contre Berchaire et Thierry. Il les bat en 687 à la bataille de Tertry. Les Neustriens sont définitivement vaincus.
Le roi Thierry tombe entre les mains de Pépin de Herstal. Celui-ci le prive totalement de tout pouvoir de décision et l'oblige à le suivre en Austrasie. En Neustrie, Pépin laisse Norbert, l'un de ses fidèles, diriger les affaires de Neustrie.
Thierry meurt quelques années après, en 691, à l'âge de 34 ans.

## Famille
De son premier mariage avec Clotilde, il laisse deux fils, Clovis et Childebert, qu'il a eu de la reine Clotilde.
Son fils aîné Clovis IV lui succède.
De sa relation avec Dode, probablement une sœurs de Pépin , il est probablement le père du roi Clotaire IV, ainsi que de Bertrade de Prum.

## Tombeau
Il fut enterré dans l'abbaye Saint-Vaast d'Arras qu'il avait comblée de faveurs. Après avoir assuré la régence du règne de leur fils, Clovis IV, son épouse, Clotilde (v.650 – v. 692/694), le rejoignit dans la tombe sur laquelle un magnifique mausolée fut construit au XIIIe siècle et conservé jusqu’au milieu du XVIIIe siècle. En 1747 en effet, comme d’autres, le tombeau fut descendu dans les caves et ne fut jamais retrouvé.

## Sources
(juin 2018).

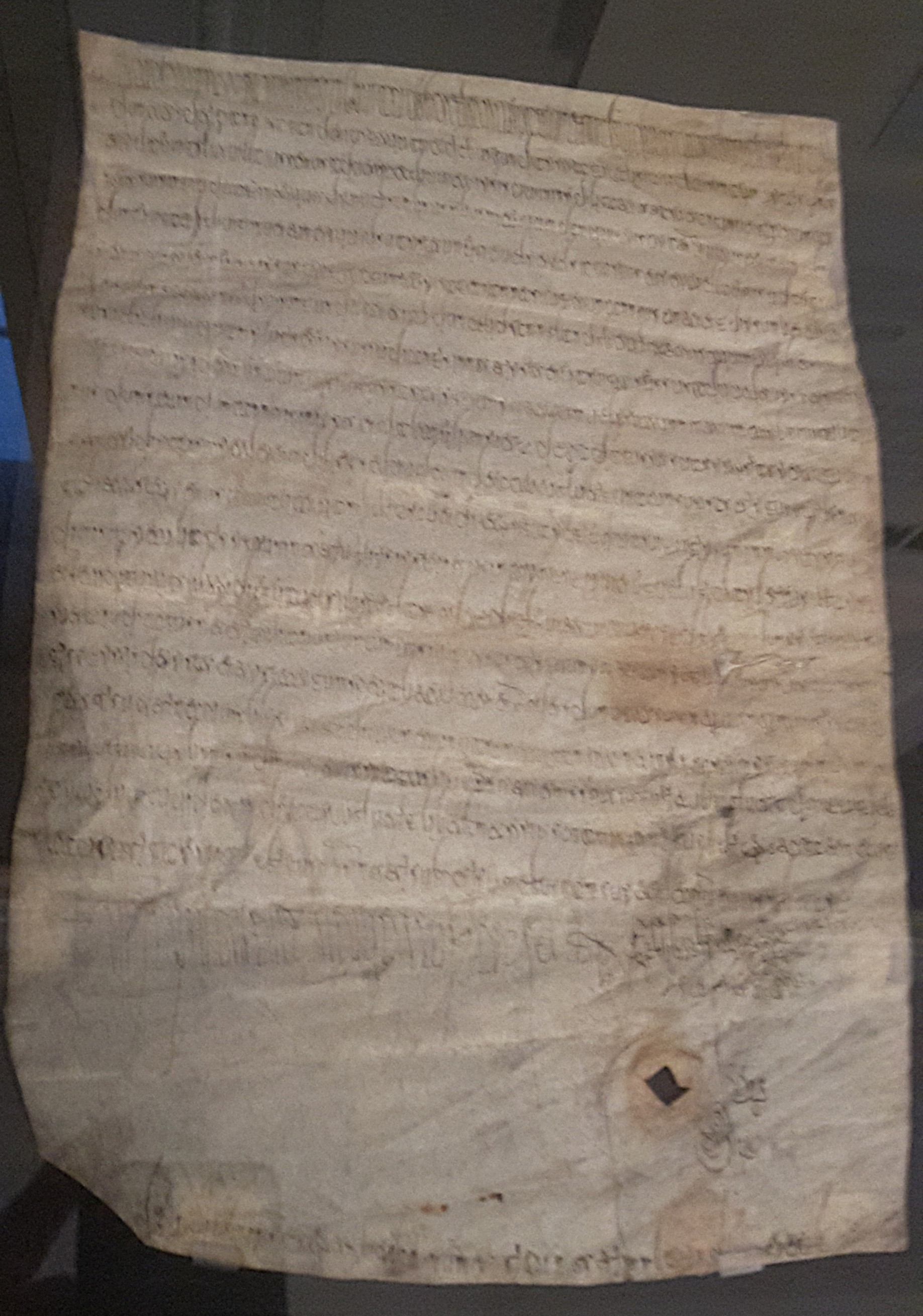
Lettre de déposant Chramlin, évêque d'Embrun.

- Vie de saint Léger évêque d'Autun (vers 680) :

« […] Pendant que cette affaire était en train, le roi Clotaire, appelé par le Seigneur, sortit de cette vie. Ébroïn aurait dû convoquer solennellement tous les grands, et élever sur le trône Théodoric frère du roi ; mais enflé par un esprit superbe, il ne voulut pas les assembler. C'est pourquoi ils commencèrent à craindre qu'il ne méditât de nuire avec audace au roi à qui il voulait du mal, et de retenir seulement le nom du prince qu'il aurait dû élever au trône solennellement, pour la gloire du royaume. Une multitude de nobles qui se hâtaient de se rendre en présence du roi, ayant reçu d'Ebroin l'ordre de rebrousser chemin, se réunirent alors en conseil, abandonnèrent le parti de Théodoric, et élurent son frère cadet qui avait eu en partage le royaume d'Austrasie. […]. Tant il y avait de crainte de la tyrannie d'Ebroin. Tous offrirent donc à Childéric le royaume de Neustrie, aussi bien que celui de Bourgogne […]. Childéric ordonna qu'on lui amenât son frère, à la place duquel il avait été appelé, afin de s'entretenir avec lui ; mais quelques hommes qui passaient pour les premiers du royaume, et qui voulaient plaire à Childéric en le flattant, osèrent témérairement couper les cheveux de leur maître, et présentèrent ainsi à son frère. Le roi l'interrogea, et lui demande ce qu'il désirait qu'on fit de lui ; Théodoric répondit qu'il avait été injustement chassé de son royaume et ne désirait que le Dieu du ciel pour juge. Alors on lui ordonna de se rendre au monastère Saint-Denis ; il y vécut en sûreté et y demeura jusqu'à ce que ses cheveux eussent repoussé […]. Tout cela fait, la vengeance divine ne tarda pas à porter son jugement sur Childéric : ses mœurs dissolues déplaisaient fort aux grands du palais ; et l'un d'eux qui le supportait plus impatiemment que les autres, le frappa d'un coup mortel, pendant que, dans une forêt, il chassait en pleine sécurité […]. Théodoric, rentré en possession de son royaume, était en sûreté à Saint-Cloud, lorsqu'Ebroin arriva subitement avec les Austrasiens […]. Le maire du palais fut tué, et Ebroin fit ce crime, poussé par les mauvais conseils d'hommes diaboliques […]. Ils prirent un certain enfant, qu'ils prétendirent fils de Clotaire, et proclamèrent roi d'Austrasie. Ils rassemblèrent ainsi autour d'eux et pour faire la guerre, beaucoup de gens à qui cela paraissait très vraisemblable […]. Combien de gens trompés par cette feinte crurent que Théodoric était mort, et que Clovis était fils de Clotaire ! […]. Pendant que se passaient toutes ces choses, après le meurtre de Childéric, après que les évêques et les grands de Neustrie et Burgondie, ayant rétabli Théodoric dans son royaume, furent revenus en paix chez eux, les méchants, de leur côté, levèrent une armée […]. Cependant le méchant Ebroin, ne pouvant plus longtemps cacher son crime, abandonna le parti de son faux roi, afin de rentrer au palais de Théodoric. Il y fut reçu par une faction, et fut de nouveau créé maire du palais […]. Vers ce temps le glorieux roi Théodoric et Ebroin convoquèrent un synode dans une certaine maison royale et y firent arriver une grande foule d'évêques. […] Lorsque Léger fut arrivé, on s'efforça de lui arracher quelques paroles par où il se reconnût complice de la mort de Childéric. […]. Le tyran impie ordonna de le livrer à un certain Chrodobert, alors comte du palais, et de lui ôter la vie mortelle en le frappant du glaive […]. »

- Chapitre 44 du Livre de l'histoire des Francs (vers 727) :

« Clovis […] avait eu trois fils de la reine Bathilde : Clotaire, Childéric et Thierry. »

- Chapitre 45 du Livre de l'histoire des Francs (vers 727) :

« […] Au cours des mêmes jours, le roi Clotaire, encore enfant, mourut après avoir régné quatre ans. Thierry, son frère, fut élevé au trône des Francs. Il envoya en Austrasie Childéric, son autre frère, avec le soutien du duc Wulfoad, afin d'assumer la rection du royaume. À cette époque, les Francs préparèrent un piège contre Ébroïn ; puis organisant une embuscade contre Thierry, ils le déposèrent en coupant sa chevelure. […] Les Francs choisirent pour maire du palais Leudesius, fils d'Erchinoad. […] Leudesius prit la fuite en compagnie du roi Thierry et de plusieurs amis. […]. »

- Chapitre 46 du Livre de l'histoire des Francs (vers 727) :

« À cette époque Wulfoald mourut en Austrasie. Comme il n'y avait plus de roi régnant en Austrasie, Martin et Pépin le Jeune, fils d'Ansegisel, dominèrent toute la région. Ils décidèrent, avec le soutien d'autres ducs hostiles à Ébroïn, d'envoyer une armée d'Austrasiens contre le roi Thierry et ce même Ébroïn. Thierry et Ébroïn coururent donc sur eux avec leur armée. Le combat commença dans un lieu nommé Lucofao […]. Vaincus, les Austrasiens ne purent que se tourner vers la fuite. Ébroïn leur donna cruellement la chasse et dévasta la majeure partie de la région. […]. »

- Chapitre 47 du Livre de l'histoire des Francs (vers 727) :

« Ébroïn accabla de plus en plus cruellement les Francs, jusqu'au jour où il voulut perpétrer un attentat contre un Franc nommé Ermenfred […]. Les Francs, après avoir reçu conseil, et avec l'ordre du roi, choisirent Waratton pour maire du palais. […]. »

- Chapitre 48 du Livre de l'histoire des Francs (vers 727) :

« À cette époque, puisque les choses sont ainsi faite, Waratton mourut […]. Les Francs choisirent cependant Berchaire, un homme de petite taille, de peu de sagesse et peu compétent pour tenir l'office de maire du palais. Mais ce dernier, s'opposant toujours à eux, finit par les diviser. Pépin, levant une armée d'Austrasiens, se dirigea tout droit contre le roi Thierry et Berchaire. Arrivé au moment du combat, dans un lieu appelé Tertry, les deux armées s'entrechoquèrent. Le roi Thierry prit la fuite en compagnie de Berchaire. […]. Par la suite, Pépin commença à s'approprier le pouvoir de Thierry, grâce à sa fonction de maire du palais. Il s'empara des trésors puis, laissant l'un des siens, nommé Norbert, avec le roi, il revint en Austrasie. »

- Chapitre 49 du Livre de l'histoire des Francs (vers 727) :

« Le roi Thierry mourut après avoir régné dix-neuf ans. Clovis, son fils, progéniture de la reine Clotilde, lui succéda au pouvoir. Peu de temps après le jeune Clovis mourut après deux ans de règne. Childebert, son frère, homme illustre, reprit la tête de son royaume […]. »

- Chapitre 1 de la Continuation de la Chronique de Frédégaire (vers 760) :

« Donc Clovis, fils de Dagobert, prit pour reine une femme de naissance étrangère, nommée Bathilde, femme avisée et distinguée, dont il eut trois fils, Clotaire, Childéric et Thierry. Il avait comme maire du palais un homme énergique et sage nommé Erchinoald. Aussi Clovis maintint-il dans son royaume une paix sans guerre. Dans les dernières années de sa vie, toutefois, il perdit la raison et rendit l'âme après avoir régné dix-huit ans. Les Francs aussi placent sur le trône son fils aîné, Clotaire, au côté de sa mère la reine mentionnée ci-dessus. »

- Chapitre 2 de la Continuation de la Chronique de Frédégaire (vers 760) :

« À la même époque aussi mourut Erchinoald, le maire du palais. Les Francs plongés par l'incertitude, tiennent un conseil et placent dans cette fonction et à ce rang Ebroin. En ces jours, le roi Clotaire, emporté par une violente fièvre, s'éteignit dans sa jeunesse après avoir régné quatre ans. Son frère Thierry cependant lui succéda sur le trône. Car son frère Childéric fut élevé sur le trône par les Francs en Austrasie, auprès du duc Vulfoald. À cette époque, les Francs fomentent un complot contre Ebroin, se soulèvent contre Thierry et le chassent du trône. Ils lui coupent les cheveux et le tonsurent, et tonsurent aussi Ebroin lui-même, qu'ils envoient contre son gré en Bourgogne, au monastère de Luxeuil. Ils adressent une ambassade en Austrasie auprès de Childéric. Celui-ci vient en compagnie du duc Vulfoald et ils le mettent à la tête de tout le royaume. C'est que le roi Childéric était inconsistant et fort emporté. À son tour, il poussa la nation des Francs à la révolte, les déshonorant et les méprisant, jusqu'à ce qu'une haine considérable grandisse parmi eux et provoque finalement son propre déshonneur et sa chute. Tandis que cette situation s'aggravait, il commanda, en violation de la loi, qu'un noble franc, nommé Bodilo, fût attaché à un poteau et roué de coups. Ce spectacle jeta les Francs dans une violente colère, ce furent bien Ingobert et Amalbert ainsi que d'autres notables francs qui fomentèrent la révolte contre Childéric. Ledit Bodilo se dressa contre lui, avec d'autres, en très grand nombre, prêts à prendre le roi au piège : dans la forêt de Livry, il le tua en même temps que sa reine, nommée Bilichilde alors enceinte - c'est une peine que de le dire. Vulfoald aussi, mis en fuite, s'échappa et retourna en Austrasie. […] Le roi Thierry est rétabli sur le trône et lui-même Ebroin restaure avec habilité sa position dominante […]. »

- Chapitre 3 de la Continuation de la Chronique de Frédégaire (vers 760) :

« En Austrasie aussi, après la mort du duc Vulfoald, le duc Martin et Pépin, fils du défunt Anségisèle, un noble Franc, exerçaient le pouvoir, les rois étant morts. La discorde naît entre les princes Ebroin, Martin et Pépin, et ces derniers sont poussés à la guerre contre le roi Thierry. Comme ils ont fait avancer une armée jusqu'au lieu dont le nom est Lucofao, ils se rencontrent alors et le combat est engagé. Là est livrée une terrible bataille, où tomba la plus grande partie de la troupe des deux camps. Défait avec leurs alliés, Martin et Pépin sont mis en fuite […]. »

- Chapitre 4 de la Continuation de la Chronique de Frédégaire (vers 760) :

« Ebroin aussi opprimait davantage les Francs, avec une cruauté sans limites, jusqu'au jour enfin où il se fait menaçant pour le Franc Ermenfred, qu'il s'apprête à dépouiller de ses biens. Celui-ci, après avoir pris conseil avec les siens, rassembla de nuit une troupe d'alliés, se jeta pendant la nuit sur Ebroin et le tua. Après l'avoir supprimé, il se rendit auprès du duc Pépin, en Austrasie, chargé de présents. Devant la situation, les Francs tinrent conseil et établirent à sa place, à la mairie du palais, Waratto, un homme en vue. Pour cela, ledit Waratto reçut des otages du duc Pépin et la paix fut conclue de part et d'autre […]. »

- Chapitre 5 de la Continuation de la Chronique de Frédégaire (vers 760) :

« À cette même époque, ledit Waratto, maire du palais, s'éteignit. Il avait une épouse noble et énergique, nommée Anseflide, dont le gendre, nommé Berchaire, reprit la charge de maire du palais. Il était de petite taille, d'une faible intelligence, inconsistant et emporté, méprisait volontiers l'amitié des Francs et leurs avis. Comme ils s'en indignent, les Francs Audoramn, Reol et bien d'autres se détachent de Berchaire, se lient à Pépin par des otages, nouent des relations d'amitié, marchent sur Berchaire et le reste des Francs. Pépin rassemble des forces armées, depuis l'Austrasie, se dresse contre le roi Thierry et Berchaire et se hâte à la guerre. Ils se rencontrèrent à Vermand à l'endroit appelé Tertry et engagèrent le combat. Pépin avec les Austrasiens, ayant le dessus, le roi Thierry prit la fuite avec Berchaire. Pépin sortit vainqueur et, à leur poursuite, il soumit cette région. Dans le temps qui suivit, le même Berchaire fut tué par de faux amis courtisans, à l'instigation de dame Anseflide, sa belle-mère. Après cela, Pépin, recevant sous sa protection le roi Thierry, avec ses trésors, et prenant tout en charge dans le palais, repartit en Austrasie […]. »

- Chapitre 6 de la Continuation de la Chronique de Frédégaire (vers 760) :

« Le roi Thierry mourut, après avoir régné dix-sept ans. On mit à la tête du royaume Clovis, son tout jeune fils. Or, après quelques années, ledit roi Clovis tomba malade et mourut au bout de quatre ans de règne. Son frère Childebert s'assit sur le trône […]. »